# Rivellia flavimana
Rivellia flavimana is een vliegensoort uit de familie van de Platystomatidae. De wetenschappelijke naam van de soort is voor het eerst geldig gepubliceerd in 1873 door Loew.